# 야마 (요가)
야마(산스크리트어: यम)는 문자 그대로 금욕이라는 뜻으로 정숙고결하게 살기위한 수행의 규칙 또는 방법이다. 야마는외부 세상과의 거래시의 하지 말아야 하는 것으로 구성된다. 
10 야마는 샨딜리야와 바라하 우파니샤드 그리고 하타 요가 프라디피카 등의 수많은 문헌에 금법으로 성문화되었다. 파탄잘리는 그의 요가 수트라에 단지 5가지 야마만을 목록화하였다. 

## 파탄잘리의 5 야마
1. 아힘사
2. 사티야
3. 아스테야
4. 브라흐마차리야
5. 아파리그라하